# Гусейнов, Алиага Иззет оглы
Алиага Иззет оглы Гусейнов (азерб.  Əliağa İzzət oğlu Hüseynov; род. в 16 декабря 1946) — азербайджанский государственный деятель, депутат Милли Меджлиса Азербайджана с (2010), генерал-лейтенант в запасе.

## Биография
Алиага Гусейнов родился 16 декабря 1946 года в городе Сальян. Окончил Азербайджанский политехнический институт в 1970 году, Бакинскую высшую школу командиров в 1974 году и Центральный штаб Генерального штаба в 1975 году.
В 1970—1972 годах работал в трамвайно-троллейбусном офисе в Баку. В 1972 году он был призван в Советскую Армию.
1972—1976 годы — заместитель начальника военного комиссариата 26 Бакинских комиссаров (ныне Сабаильский район), заместитель комиссара Имишлинского военного комиссариата
В 1976—1978 годах — начальник второго отдела в военном комиссариате Азизбековского района Баку
В 1983—1988 годах — военный комиссар Азизбековского района, а в 1988—1997 годах — военный комиссар Ясамальского района Баку.
В 1998—2009 годах — военный комиссар Азербайджанской Республики. Указом Президента Азербайджанской Республики от 10 ноября 2009 года генерал-лейтенант Алиага Гусейнов был освобожден от должности военного комиссара Азербайджанской Республики в соответствии со статьей 156 (b) и статьей 164 (2) Положения о военной службе.
С 11 ноября 2009 года — глава исполнительной власти Сальянского района
7 ноября 2010 года избран депутатом Милли Меджлиса Азербайджанской Республики IV созыва. Указом Президента Азербайджанской Республики от 11 декабря 2010 года освобожден от должности главы исполнительной власти Сальяна в связи с избранием в Милли Меджлис Азербайджанской Республики.
Является членом парламентского комитета по безопасности и обороне, руководителем азербайджано-пакистанской рабочей группы по межпарламентским связям.

## Семья
- сын[7]

## Награды
- Орден «Слава» (2016 год)[8]
- Медаль «МПА СНГ. 25 лет» (27 марта 2017 года, Межпарламентская ассамблея СНГ) — за заслуги в деле развития и укрепления парламентаризма, за вклад в развитие и совершенствование правовых основ функционирования Содружества Независимых Государств, укрепление международных связей и межпарламентского сотрудничества[9]